# Йонел Денчулеску
Йонел Денчулеску (рум. Ionel Dănciulescu, нар. 6 грудня 1976, Слатіна) — колишній румунський футболіст, нападник, відомий виступами за низку румунських та іноземних клубів, а також національну збірну Румунії. По завершенні ігрової кар'єри — тренер.
Чотириразовий чемпіон Румунії. Чотириразовий володар Кубка Румунії.

## Клубна кар'єра
У дорослому футболі дебютував 1993 року виступами за команду клубу «Екстенсив» (Крайова), в якій провів два сезони, взявши участь у 31 матчі чемпіонату. 
Згодом з 1995 по 2001 рік грав у складі команд клубів «Динамо» (Бухарест), «Алтай» та «Стяуа». Граючи за «Стяуа» двічі виборював титул чемпіона Румунії.
Своєю грою за цю команду знову привернув увагу представників тренерського штабу клубу «Динамо» (Бухарест), до складу якого повернувся 2002 року. Цього разу відіграв за бухарестську команду наступні сім сезонів своєї ігрової кар'єри. Більшість часу, проведеного у складі бухарестського «Динамо», був основним гравцем атакувальної ланки команди. У складі бухарестського «Динамо» був одним з головних бомбардирів команди, маючи середню результативність на рівні 0,55 голу за гру першості. За цей час додав до переліку своїх трофеїв ще два титули чемпіона Румунії. Частину 2005 року провів в оренді в китайському «Шаньдун Лунен».
Протягом 2009—2010 років грав в Іспанії, захищав кольори «Еркулеса».
В черговий раз до складу клубу «Динамо» (Бухарест) повернувся 2010 року. Відіграв за бухарестську команду 93 матчі в національному чемпіонаті, після чого 2013 року завершив виступи на футбольному полі.

## Виступи за збірну
1999 року дебютував в офіційних матчах у складі національної збірної Румунії. До припинення виступів у формі головної команди країни у 2009 провів у її складі загалом лише 9 матчів, забивши 2 голи.

## Кар'єра тренера
Завершивши виступи на футбольному полі один з легендарних гравців бухарестського «Динамо» 2014 року був призначений головним тренером команди цього клубу. Утім тренерська робота з «Динамо» вявилася нетривалою.

## Титули і досягнення

### Командні
- Чемпіон Румунії (4):

«Стяуа»: 1997–98, 2000–01
«Динамо» (Бухарест): 2003–04, 2006–07
- Володар Кубка Румунії (4):

«Стяуа»: 1998–99
«Динамо» (Бухарест): 2002–03, 2003–04, 2011–12
- Володар Суперкубка Румунії (2):

«Динамо» (Бухарест): 2005, 2012

### Особисті
- Найкращий бомбардир чемпіонату Румунії: 2003–04 (21), 2007–08 (21)
- Футболіст року в Румунії: 2004